# Rayleighova vzdálenost
Rayleighova vzdálenost je vzdálenost na ose svazku od nejužšího místa (kaustiky) svazku do místa, ve kterém je plocha svazku rovna dvojnásobku plochy svazku v kaustice. K Rayleighově vzdálenosti se vztahuje konfokální parametr b, jenž je roven dvojnásobku Rayleighovy vzdálenosti.

## Definice
Pro gaussovský svazek šířící se ve směru osy z je Rayleighova vzdálenost {\displaystyle z_{R}} dána vztahem

{\displaystyle z_{R}={\frac {\pi w_{0}^{2}}{\lambda }}}

kde {\displaystyle \lambda } je vlnová délka a {\displaystyle w_{0}} je poloměr svazku v kaustice. Tento vztah platí za předpokladu {\displaystyle w_{0}\geq 2\lambda /\pi }.

Závislost poloměru svazku {\displaystyle w} na vzdálenosti {\displaystyle z} od kaustiky svazku je dána vztahem

{\displaystyle w(z)=w_{0}{\sqrt {1+{\left({\frac {z}{z_{R}}}\right)}^{2}}}}.

V nejužším místě (kaustice) svazku platí {\displaystyle w(0)=w_{0}}. Ve vzdálenosti {\displaystyle z_{R}} je poloměr svazku roven {\displaystyle {\sqrt {2}}w_{0}} a plocha svazku se tedy zvětší dvakrát.

## Související vztahy
Pro celkový divergenční úhel gaussovského svazku {\displaystyle \Theta _{\mathrm {div} }} (v radiánech) platí

{\displaystyle \Theta _{\mathrm {div} }\simeq 2{\frac {w_{0}}{z_{R}}}.}

Průměr svazku v kaustice je dán vztahem

{\displaystyle D=2\,w_{0}\simeq {\frac {4\lambda }{\pi \,\Theta _{\mathrm {div} }}}}.

Tyto rovnice platí pouze v rámci paraxiální aproximace.